# Fosnes
Fosnes este un oraș din provincia Nord-Trøndelag, Norvegia. 